# Belidae
Famille
Belidae est une famille d'insectes de l'ordre des coléoptères .
C'est une famille primitive de coléoptères ayant des antennes droites alors qu'elles sont coudées dans les familles plus évoluées.

## Distribution
Les Belidae d'aujourd'hui ont une distribution essentiellement dans l'ancien Gondwana, en Australie-Nouvelle-Guinée-Nouvelle-Zélande jusqu'en Asie du Sud,  Amérique du Sud et centrale (atteignant à peine l'Amérique du Nord), certaines îles du Pacifique (notamment les îles Hawaii) et quelques zones en Afrique. De nombreuses lignées sont remarquables pour leur répartition très relictuelles ; par exemple les Aglycyderini se trouvent dans deux zones sur les côtés opposés de la Terre, sans trouver trace de ces coléoptères dans l'intervalle.
Les Belidae étaient plus répandues au cours de la fin du Jurassique et au Crétacé inférieur, il y a environ 161-100 millions d'années, quand on pouvait en trouver au moins en Asie centrale, en Espagne et au Brésil. 

## Classification
- Famille Belidae Schoenherr, 1826	
  - Sous-famille Belinae Schoenherr, 1826 (150 espèces)
    - Tribu Pachyurini
      - Pachyurinus – Nouvelle-Zélande - P. sticticus (Broun)
      - Sphinctobelus – Australie – S. cinereus (Blanchard); S. niger Zimmerman / Australie; S. quadrimaculatus (Lea)

    - Tribu Belini Schoenherr, 1826
      - Rhinotia -  R. bipunctatus (Donovan) /Australie; R. haemoptera  Kirby /Australie
      - Homalocerus – H. lyciformis (Germar) / Argentine; H. xixim Bondar  / Paraguay

    - Tribu Agnesiotidini
      - Aghathinus – A. tridens (Fabricius) / Nouvelle-Zélande
      - Cyrotyphus – C. blandus (Faust) / Australie; C. vestitus (Pascoe) / Australie
      - Ainsi que les genres Agathobelus; Agnesiotis; Apagobelus; Araiobelus; Arhinobelus; Atractuchus; Basiliobelus; Callirhynchinus; Dicordylus; Habrobelus; Hadrobelus; Isacantha; Isacanthodes; Macrobelus; Pachybelus; Pachyura; Rhinotoides; Stenobelus; Trichophthalmus

  - Sous-famille Eobelinae † Arnoldi, 1977
    -       - Archaeorhynchus †

  - Sous-famille Oxycoryninae Schoenherr 1840
    - Tribu Oxycorynini Schoenherr 1840
    - Sous-tribu Oxycorynina Schoenherr 1840
      - Alloxycorynus Voss, 1957 – Argentine, Bolivie, Pérou- sur les inflorescences d’Ombrophytum (Balanophoraceae) - A. bruchi (Heller, 1911)*; A. whiteheadi Anderson
      - Balanophorobius Anderson, 2005 – Costa Rica - sur les inflorescences d’Helosis (Balanophoraceae) - B. gamezi Anderson, 2005*
      - Hydnorobius Kuschel, 1959 – Argentine – sur les fleurs de Prosopache (Hydnoraceae) - H. hydnorae (Pascoe,1868)*; H. helleri (Brunch, 1912); H. parvulus (Brunch, 1916)
      - Oxycorynus Chevrolat, 1832 – Argentine, Bolivie, Brésil – sur les inflorescences de Lophophytum (Balanophoraceae) - O melanocerus Chevrolat, 1832*; O. melanops Chevrolat; O. missionis Kuschel, 1995; O. nigripes Kuschel; O. armatus Buquet (5 espèces).

    - Sous-tribu Oxycraspedina Marvaldi & Oberprieler, 2006
      - Oxycraspedus Kuschel, 1955 – Sud du Chili et Argentine – sur les vieux cônes mâles et femelles d'Araucaria – O. cornutus Kuschel; O. cribricollis (Blanchard);  O. minutus (Philipini & Philipini, 1864)*.

    - Sous-tribu Allocorynina Sharp 1890
      - Parallocorynus Voss, 1943 – Mexique, Honduras - cones mâles de Dioon- P. bicolor (Voss, 1943)*
      - Rhopalotria Chevrolat, 1878 – Cuba, Mexique, Floride, Costa Rica, Panama –cônes mâles de Zamia - R. dimidiata Chevrolat, 1878*; R. mollis (Sharp, 1890); R. slossoni (Schaeffer)

    - Tribu Metrioxenini Voss, 1953
    - Sous-tribu Metrioxenina Voss, 1953
      - Metrioxena Pascoe, 1870 – Thaïlande, Malaisie, Philippines, Indonésie – adultes sur les inflorescences de palmiers, larves sur les troncs de palmiers. (=Archimetrioxena Voss, 1953 † Eocène, Baltique)- M. serricollis Pascoe, 1870*; M. dicoidalis Heller; M. sumatrana Heller; M. electrica (Voss 1953) †
      - Paltorhynchus Scudder, 1893 (†) – P. narwhal Scudder, 1893*  († Eocène moyen, Colorado).

    - Sous-tribu Afrocorynina Voss, 1957
      - Afrocorynus Marshall, 1955 – Afrique du Sud -  en Putterlickia Endl.(Celastraceae) – A. turbatus Marshall, 1955*; A. asparagi Marshall
      - Hispodes Marshall, 1955 – Afrique du Sud – en Rhoicissus Planch. (Vitaceae) – H. spicatus Marshall, 1955*

    - Tribu Aglycyderini Wollaston 1864
      - Aglycyderes Westwood, 1864 – Îles Canaries, Maroc – sur les branches mortes d’Euphorbia L. (Euphorbiaceae) - A. setifer Westwood, 1864; A. tavakiliani Menier, 1974
      - Aralius (Montrouzier, 1861) – Nouvelle-Zélande, Nouvelle-Calédonie – sur les branches mortes de Pseudopanax K.Koch (Araliaceae)-  A. olivieri (Montrouzier, 1861)*; A. wollastoni (Sharp)
      - Proterhinus Sharp, 1878 – Hawaii, Îles du Pacifique – petites feuilles et branches mortes d'une grande variété de plantes – P. fimbriatus Zimmerman & Perrault; P. gourvesi Zimmerman & Perrault; P. samoae Perkins; P. vestitus Sharp, 1878; P. abnormis (167 especies)